# 新宿バッシュ!!
新宿バッシュ‼（しんじゅくバッシュ）は、東京都新宿区歌舞伎町にある劇場である。

## 概要
新宿・歌舞伎町に2014年9月13日オープン。
「新宿バッシュ」とも記述されるが、二重感嘆符を用いた「新宿バッシュ!!」が正式表記。
2019年8月10日には同じビルの地下1階・飲食店跡地に「新宿ブリーカー」をオープンした。

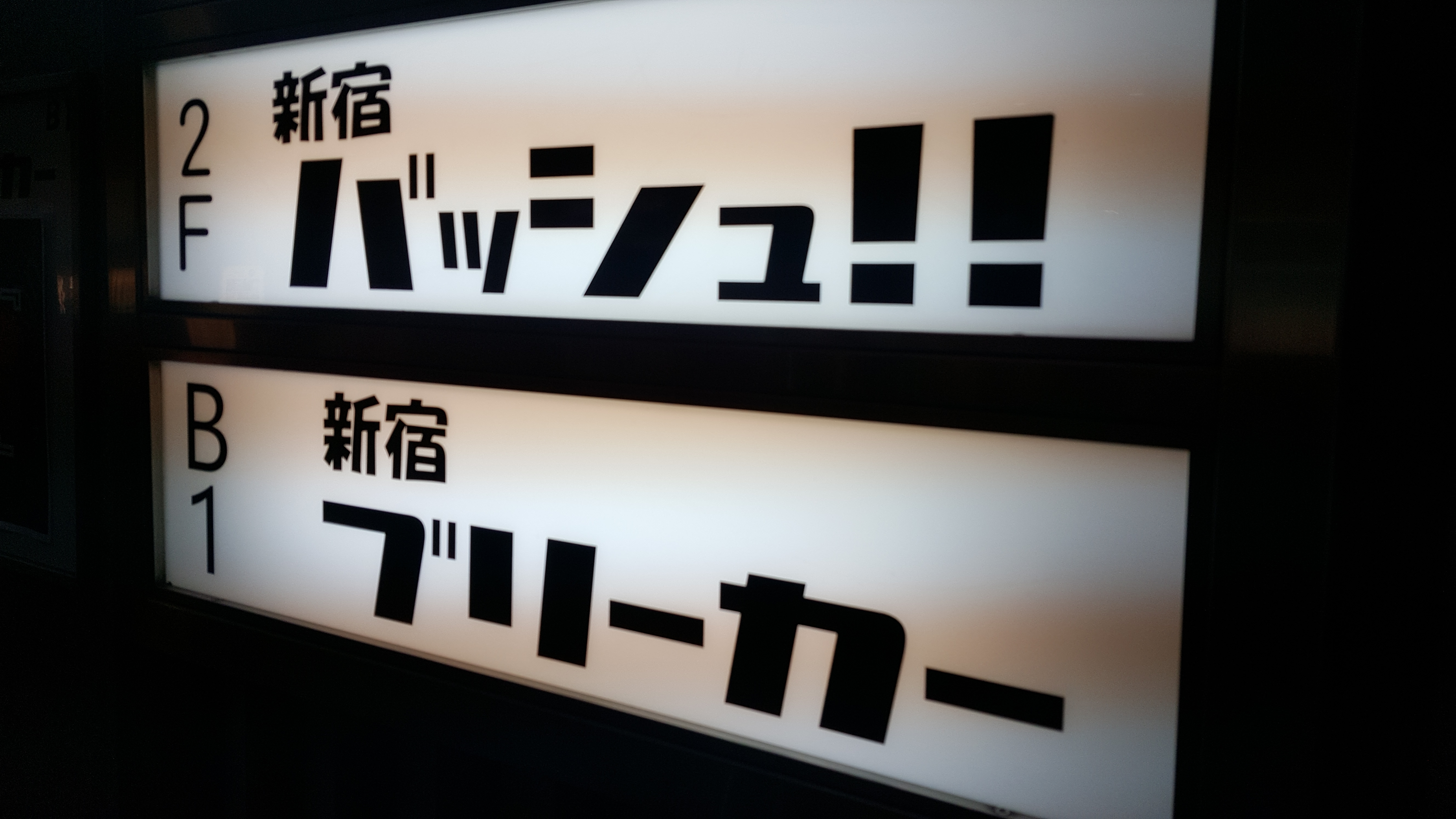
劇場看板

## アクセス
- 西武新宿線・西武新宿駅から徒歩3分。JR新宿駅中央東口から徒歩9分。
- 新宿区歌舞伎町1-28-3 武井ビル２F